# SPRR2G
SPRR2G (англ. Small proline rich protein 2G) – білок, який кодується однойменним геном, розташованим у людей на 1-й хромосомі. Довжина поліпептидного ланцюга білка становить 73 амінокислот, а молекулярна маса — 8 158.
| 10         |  | 20         |  | 30         |  | 40         |  | 50         |
| ---------- |  | ---------- |  | ---------- |  | ---------- |  | ---------- |
| MSYQQQQCKQ |  | PCQPPPVCPT |  | PKCPEPCPPP |  | KCPEPYLPPP |  | CPPEHCPPPP |
| CQDKCPPVQP |  | YPPCQQKYPP |  | KSK        |  |            |  |            |

C: Цистеїн

D: Аспарагінова кислота

E: Глутамінова кислота

H: Гістидин

K: Лізин

L: Лейцин

M: Метіонін

P: Пролін

Q: Глутамін

S: Серин

T: Треонін

V: Валін

Задіяний у такому біологічному процесі, як кератинізація. 
Локалізований у цитоплазмі.